# 沙特雷特
沙特雷特（法語：Chartrettes，法語發音：[ʃaʁtʁɛt] ⓘ）是法国塞纳-马恩省的一个市镇，属于枫丹白露区。

## 地理
沙特雷特（48°29'15"N, 2°42'13"E）面积10.1 平方千米，位于法国法蘭西島大區塞纳-马恩省，该省份为法国北部内陆省份，北起瓦兹省，西接埃松省、马恩河谷省、塞纳-圣但尼省和瓦兹河谷省，南至卢瓦雷省，东南接约讷省，东临马恩省和奥布省，东北接埃纳省。
与沙特雷特接壤的市镇（或旧市镇、城区）包括：拉罗谢特、锡夫里-库尔特里、沃勒佩尼勒、布瓦勒鲁瓦、方丹港、塞纳河畔利夫里。

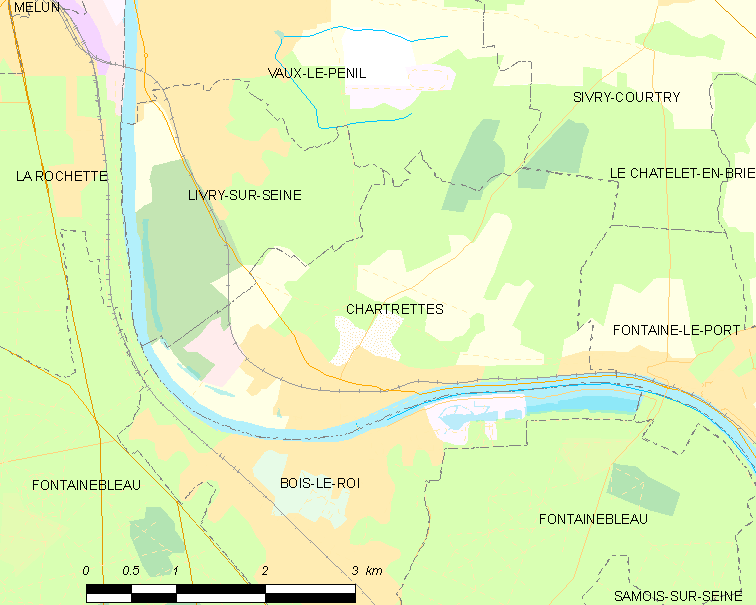
沙特雷特的OSM定位图

沙特雷特的时区为UTC+01:00、UTC+02:00（夏令时）。

## 行政
沙特雷特的邮政编码为77590，INSEE市镇编码为77096。

## 政治
沙特雷特所属的省级选区为楠日县。

## 人口

1962-2008年间沙特雷特人口变化图示

沙特雷特于2022年1月1日时的人口数量为2593人。